# 杜德基
50°46′38″N 30°5′27″E / 50.77722°N 30.09083°E
杜德基（烏克蘭語：Дудки）是位於烏克蘭北部的村莊，由基辅州维什霍罗德区的季梅爾市鎮負責管轄。該村始建於1837年，面積0.8平方公里，海拔高度131米，2001年人口30，人口密度每平方公里37.5人。